# Andrea Fanton
Andrea Fanton (Vicenza, 3 aprile 1935) è un fumettista italiano.

## Lavori
Esordisce il 7 novembre 1971 sulle pagine del settimanale Topolino con la storia Topolino e l'operazione scambio. Temi portanti delle sue storie Disney sono i gialli e la fantascienza. Gli viene attribuita la paternità di circa 35 sceneggiature, tra cui le più note sono: Un "Monocolo" per Eta Beta, Zio Paperone e lo Choc da Crack, Topolino e il Gioco Made in Japan, Topolino e la Grande Partita, Pippo e lo Zio dell'Orklahoma, Zio Paperone e il Grande Concerto, Pippo e la Depressione da Inquinamento, Pippo e la Gang dell'Orologio. Scrive, inoltre, alcuni brevi racconti pubblicati sulla rivista Almanacco Topolino.
Come scrittore, negli anni 70 collabora con Salvator Gotta alle opere L'avventuroso Murat e Il dramma di Corradino di Svevia, editi da Mursia. Con Giuseppe Morandini scrive La nuova famiglia. In ambito fumettistico, con Angelo Colacrai è tra gli autori del volume I popoli... e le nazioni del mondo.